# 清洲越し

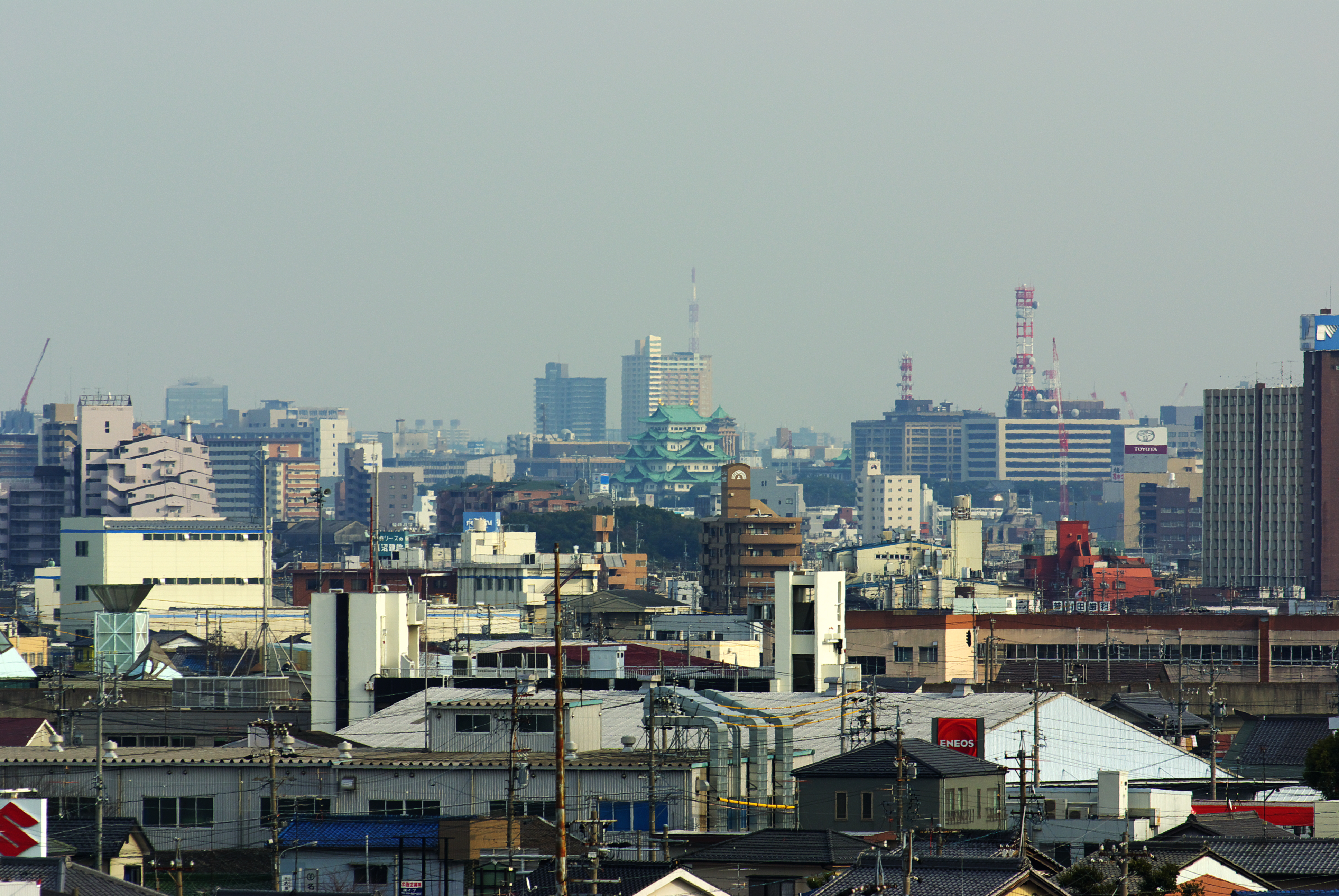
現代にみる「清洲越し」の距離感。清洲城模擬天守からみた名古屋城（写真中央部）（2009年（平成21年）2月）

清洲越し（きよすごし）は、慶長17年（1612年）頃から元和2年（1616年）までのころに行われた、名古屋城の築城に伴う清洲から名古屋への都市の移転をいう。これにより、名古屋という都市が誕生した。
本項で扱う清洲越しには従来より表記の混用が見られ、文献によっては清須越などの表記もみられる。以下、本項における記述は清洲越しで統一する。

## 概要
尾張国（現在の愛知県西部）の中心は、長らく清洲城とその城下町であった。慶長5年（1600年）の関ヶ原の戦い以降、大阪の豊臣氏の勢力に対抗しなければならない政治情勢にあった。徳川家康は清洲城を豊臣家対抗の拠点と考えていたが、清洲は庄内川水系の下流域にあたり水害が多発すること、水攻めされると兵糧に欠くこと、清洲城が天正地震で液状化したこと、城郭が小規模で大量の兵を駐屯させられないなどの弱点があった。
その頃、現在でいう熱田台地上は、織田信長が清洲に本拠を移したことなどにより那古野城が廃城となっていた。清洲越し以前の様子はあまり分かっていないが、後の名古屋城三の丸・中小路（現・中区三の丸一帯）付近の古道沿いには、後に移転することとなる若宮八幡社、天王社（現那古野神社）、萬松寺などの寺社があり、今市場などの商業地があって清洲や熱田に続く大きな町だった。一方で、廃城によってニワトリやキジの住み着いた原野も広がっていた。
こうした状況から、徳川家康は慶長14年（1609年）、熱田台地に新たに城を築き、新しい都市を開発することを指示した。慶長15年（1610年）、西国諸大名の助役による天下普請で、名古屋城の築城が開始された。
慶長17年（1612年）頃には、名古屋城を北端に、南北には現在の本町通が、東西には伝馬町通が敷設され、これを中心に名古屋城下の碁盤割の町割が実施された。伝馬町通は東端で飯田街道とつながっていた。碁盤割の実施された範囲は、北は名古屋城に隣接する外堀筋（現在の外堀通）、南は堀切筋（現在の広小路通）、東は久屋町（現在の久屋大通南行）、西は御園町（現在の御園通。伏見通の一つ西筋）の範囲であった。御園町の西側には同時期に堀川が掘削された。この範囲は現在の町名でいえば、丸の内と錦の地域に相当する。
清洲越しにより、家臣、町人のみならず、神社・仏閣も社寺3社110寺、清洲城下の町屋約2700戸のほとんどが移転し、清須城小天守も名古屋に移った。その際、町名も清洲から名古屋へ移し、町人は原則として移転時に住んでいた町に居住することとしたとされる。
現在でも名古屋では、清洲越しを経験した旧家であることが、伝統と格式を示すものとされる。
一旦は廃された清州城下であったが、その後の名古屋と中山道を結ぶ美濃路整備の過程で新たに清須宿が設置されることになった。